# Sergi Palencia
Sergi Palencia Hurtado (ur. 23 marca 1996 w Badalonie) – hiszpański piłkarz występujący na pozycji obrońcy w Los Angeles FC.

## Kariera klubowa
Urodzony w Badalonie Palencia zaczął grać w młodzieżówkach CF Badalony mając 8 lat. W 2006 roku przeniósł się do drużyn młodzieżowych Barcelony. W 2013 został porównany do Philippa Lahma przez hiszpańską gazetę Mundo Deportivo.
29 marca 2015 wciąż będąc juniorem został powołany na mecz Barcelony B przeciwko CD Tenerife w ramach Segunda División i zagrał swój pierwszy profesjonalny mecz kilka godzin później, wychodząc w wyjściowym składzie. Palencia rozegrał w tym sezonie 11 spotkań, jednak Barcelonie B nie udało się utrzymać w lidze i spadła do Segunda División B. Swoją pierwszą bramkę Palencia strzelił 31 maja 2015 w przegranym 2:5 meczu z CD Leganés na Mini Estadi.
10 sierpnia 2016 został ogłoszony kapitanem Barcelony B. 5 października 2017 przedłużył swój kontrakt do 2020 roku, z klauzulą odstępnego wynoszącą 50 milionów euro.
16 sierpnia 2018 został wypożyczony do Girondins Bordeaux. W 2019 przeszedł do AS Saint-Étienne. W latach 2020–2022 był z niego wypożyczony do CD Leganés. W 2023 przeszedł do Los Angeles FC.

## Sukcesy

### Barcelona
- Liga Młodzieżowa UEFA: 2013/2014[7]